# Melissa Chen
Melissa Chen (nascida em 1985) é uma jornalista e ativista nascida em Cingapura. Ela é editora colaboradora do The Spectator USA e cofundadora da ONG Ideas Beyond Borders. Ela reside nos Estados Unidos.

## Biografia
Chen nasceu em Cingapura. Ela foi criada em uma família conservadora. Chen emigrou para os Estados Unidos aos 17 anos, morando em Boston. Ela estudou na Universidade de Boston. Mais tarde, ela se tornou jornalista. Chen afirmou que sua decisão de residir nos Estados Unidos se deve à liberdade de imprensa e ideias do país.
Em 2017, Chen cofundou a ONG Ideas Beyond Borders com Faisal Saeed Al Mutar, um iraquiano defensor da liberdade de expressão. A fundação se concentra na tradução de obras escritas em inglês para o árabe; a maioria das obras traduzidas são livros considerados controversos (muitas vezes a ponto de serem banidos de facto ou de jure) no mundo árabe, como o livro 1984 de George Orwell e as obras do pensador político Thomas Paine. Chen atua como diretora administrativa da organização.

### Opiniões
Chen é uma crítica do histórico de direitos humanos da China, bem como da restrição da liberdade de expressão e política externa do país. Ela também é uma crítica das restrições à liberdade de expressão de seu país natal, Cingapura.